# نیکولا کاپلینی
نیکولا کاپلینی (انگلیسی: Nicola Capellini؛ زادهٔ ۲۴ فوریهٔ ۱۹۹۱) بازیکن فوتبال اهل ایتالیا است.
از باشگاه‌هایی که در آن بازی کرده‌است می‌توان به باشگاه فوتبال بولونیا، باشگاه فوتبال ونتزیا، و باشگاه فوتبال چزنا اشاره کرد.